# WWE 2K19
WWE 2K19 — компьютерная игра о рестлинге, разработанная Yuke’s, издателем выступила 2K Sports. Это двадцатая игра в серии игр WWE и шестая игра под брендом WWE 2K. Релиз игры состоялся 9 октября 2018 года для Windows, PlayStation 4 и Xbox One.

## Геймплей
В интервью Hardcore Gamer креативный директор WWE 2K Линелл Джинкс заявил, что WWE 2K19 отойдет от игрового процесса в стиле симуляции последних четырех игр WWE в пользу более быстрого и плавного игрового процесса.

### Режимы игры
В WWE 2K19 представлено множество различных игровых режимов, в том числе демонстрационный, посвященный карьере Дэниела Брайана. Это первый демонстрационный режим, представленный в серии после DLC WWE 2K17 Hall of Fame Showcase. Игроки берут под свой контроль 11 различных уникальных моделей Дэниела Брайана в 11 матчах, а также секретный 12-й бой, как вымышленный бой против себя в прошлом на Wrestlemania 34.
В режиме MyPlayer Towers борцы или созданные суперзвезды могут участвовать в соревнованиях онлайн или офлайн.
Режим MyCareer был переосмыслен с акцентом на более линейную сюжетную линию, в которой персонаж, созданный игроком, представляет собой начинающего борца по имени Базз, который проходит путь от независимого борцовского промоушена BCW до WWE. Бэррон Блейд, вымышленный персонаж из предыдущих режимов MyCareer, также возвращается и действует как тренер созданного игрока.
Режим «Дорога к славе» возвращается из предыдущих частей, теперь с возможностью присоединиться к одной из восьми различных фракций.

## Разработка
14 июня 2018 года 2K анонсировала WWE 2K19.18 июня 2018 года 2K провела пресс-конференцию, на которой «Феноменальный» Эй Джей Стайлз был объявлен официальной звездой обложки игры.
25 июня 2018 года Рей Мистерио был объявлен одним из двух бонусных персонажей за предварительный заказ. 9 июля 2018 года «Роуди» Ронда Роузи была подтверждена как второй бонусный персонаж за предварительный заказ.
25 июля 2018 года 2K представила коллекционное издание WWE 2K19, основанное на Рике Флэре, под названием «Wooooo! Edition». Подобно некоторым предыдущим играм; оно включает в себя копию игры Deluxe Edition и доступ к игре на четыре дня раньше, а также сезонный абонемент наряду с другими физическими функциями, включая табличку с изображением куска ткани из розового или фиолетового халата Флэра. Внутриигровые функции включают доступ к бонусным персонажам по предварительному заказу Ронда Роузи и Рей Мистерио; а также Гробовщик версии 2002 года, Рики Стимбот, «Роуди» Родди Пайпер, «Американская мечта» Дасти Роудс и «Мачо» Рэнди Сэвидж, Рик Флэр версии WrestleMania XXIV и его дочь, Шарлотт Флэр, одежда WrestleMania 32.

## Оценки
| Сводный рейтинг | Сводный рейтинг | Сводный рейтинг |
| Издание         | Оценка          | Оценка          |
| Издание         | PS4             | Xbox One        |
| --------------- | --------------- | --------------- |
| GameRankings    | 77,38 %         | 75,27 %         |

Согласно Metacritic, WWE 2K19 получила «в целом положительные» отзывы.
Игра была номинирована на премию Gamers' Choice Awards в категории «Любимая спортивная/гоночная игра фанатов», и «Титул года в спорте, гонках или боях» на церемонии вручения наград Australian Games Awards.